# Crucellisporium
Crucellisporium is een geslacht van schimmels uit de orde Helotiales. De familie is nog niet met zekerheid bepaald (incertae sedis). De typesoort is Crucellisporium selaginellae.

## Soorten
Volgens Index Fungorum telt het geslacht drie soorten (peildatum april 2022):
| Soortnaam                    | Auteur(s)                       | Publicatiejaar |
| ---------------------------- | ------------------------------- | -------------- |
| Crucellisporium africanum    | Nag Raj                         | 1978           |
| Crucellisporium selaginellae | M.L. Farr                       | 1968           |
| Crucellisporium umtamvunae   | Marinc., Gryzenh. & M.J. Wingf. | 2010           |